# Leksands IF
Le Leksands Idrotts Förening est un club suédois de sport de la commune de Leksand dans la région de la Dalécarlie. La création du club date de 1919, à l'époque il comportait deux sections : football et bandy.

## Hockey sur glace
Le club est surtout connu pour son équipe de hockey sur glace. En effet, malgré la faible population de la ville (6 000 habitants), le club de hockey a joué dans la première division suédoise (Elitserien) de 1948 à 1950 puis de 1951 à 2001, de 2002 à 2004 et lors de la saison 2005-06, soit 53 saisons.
Actuellement, l'équipe joue dans l'SHL dans la patinoire Tegera Arena, depuis sa promotion lors de la saison 2018-2019.
Le premier match de hockey du club a été disputé le 16 janvier 1938, une victoire 11-0 sur le voisin Mora IK.

### Palmarès
- Champion de Suède : 1969, 1973, 1974 et 1975.
- Champion de l'Elitserien : 1980, 1994, 1997
- Champion de l'Allsvenskan : 2010.

## Rivalités
- Mora IK

### Numéros retirés
- 2 Åke Lassas
- 18 Jonas Bergqvist

## Joueurs

### Joueurs actuels
| No    | Nom                  | Nat. | Position  | Arrivée                       |
| ----- | -------------------- | ---- | --------- | ----------------------------- |
| +039, | Filip Larsson        |      | Gardien   | 2023 - Kristianstads IK       |
| +040, | Mantas Armalis       |      | Gardien   | 2022 - Djurgårdens IF         |
| +003, | Fred Nilsson         |      | Défenseur | 2023 - Kristianstads IK       |
| +006, | Alexander Lundqvist  |      | Défenseur | Formé au club                 |
| +008, | Matthew Caito        |      | Défenseur | 2020 - KooKoo Kouvola         |
| +010, | Anton Johansson      |      | Défenseur | Formé au club                 |
| +026, | Patrik Norén         |      | Défenseur | 2020 - Skellefteå AIK         |
| +033, | Eddie Larsson        |      | Défenseur | 2023 - HIFK                   |
| +037, | Anton Lindholm       |      | Défenseur | 2022 - HK Dinamo Minsk        |
| +038, | Olle Alsing          |      | Défenseur | 2022 - Barys                  |
| +007, | Marcus Karlberg      |      | Attaquant | Formé au club                 |
| +009, | Patrik Zackrisson    |      | Attaquant | 2019 - HK Dynamo Moscou       |
| +011, | Martin Karlsson      |      | Attaquant | 2015 - Almtuna IS             |
| +012, | Kalle Östman         |      | Attaquant | 2022 - Malmö Redhawks         |
| +013, | Jon Knuts            |      | Attaquant | Formé au club                 |
| +014, | Oskar Lang           |      | Attaquant | Formé au club                 |
| +015, | Maximilian Veronneau |      | Attaquant | 2023 - Barracuda de San José  |
| +016, | Felix Unger Sörum    |      | Attaquant | Formé au club                 |
| +022, | Lukas Vejdemo        |      | Attaquant | 2023 - Djurgårdens IF         |
| +024, | Arvid Eljas          |      | Attaquant | Formé au club                 |
| +025, | Lucas Elvenes        |      | Attaquant | 2022 - HV 71                  |
| +027, | Marek Hrivík         |      | Attaquant | 2022 - Torpedo Nijni Novgorod |
| +028, | Justin Kloos         |      | Attaquant | 2021 - Torpedo Nijni Novgorod |
| +034, | Peter Cehlárik       |      | Attaquant | 2023 - EV Zoug                |
| +044, | Carter Ashton        |      | Attaquant | 2020 - Dinamo Riga            |